# Biblioteca y Museo Presidencial de Lyndon B. Johnson

Logotipo oficial.

La Biblioteca y Museo Presidencial de Lyndon Baines Johnson, situada en Austin, Texas, es una de las doce Bibliotecas Presidenciales de los Estados Unidos de América que dirige y administra el Archivo Nacional de los Estados Unidos. La biblioteca contiene 40 millones de páginas de documentos históricos, incluyendo los papeles del presidente Lyndon Baines Johnson y los de sus colaboradores más cercanos. La biblioteca fue inaugurada el 22 de mayo de 1971, con la asistencia del propio Johnson y del presidente en ejercicio, Richard Nixon.
La biblioteca, contigua a la Escuela de Relaciones Extranjeras "Lyndon B. Johnson", ocupa 57.000 m² en el campus de la Universidad de Texas en Austin y contiene, en su piso superior, una reproducción a escala 7/8 del despacho oval decorado como estaba durante la presidencia de Johnson. El museo, por su parte, contiene una exposición permanente de objetos históricos y culturales relacionados con el presidente Johnson y su mandato, y alberga también diversas exposiciones temporales. 
Es la única de todas las bibliotecas presidenciales que no cobra entrada, y ello la ha convertido en la más visitada año tras año.[cita requerida] Solo cuando se crea una nueva recibe, en sus 2-3 primeros años de funcionamiento, un número de visitantes comparable al de esta.[cita requerida]